# Aribo osztrák őrgróf
Aribo vagy Arbo (kb. 850–909) a korai Ausztria, a Pannoniai őrgrófság őrgrófja volt 871-től haláláig.

## Élete
Elődei, II. Vilmos és I. Engelschalk Aribót jelölték ki, hogy kormányozza a hercegséget amíg ők a morvák ellen harcolnak. Ez alátámasztja azt a hipotézist, miszerint Aribo Vilmos és Engelschalk öccse volt. Aribo békét kötött Szvatoplukkal a morvák fejedelmével. Ez ki is fizetődött, amikor 882-ben Engelschalk fia, II. Engelschalk fellázadt ellene, magának követelve a hatalmat. A frank és német császár, III. Kövér Károly megerősítette Aribót pozíciójában, ezért Engelschalk Karintiai Arnulfhoz, Ausztria déli szomszédjához fordult segítségért. Hamarosan Szvatopluk is belépett az úgynevezett vilmosi háborúba Aribo és a császár oldalán. A harcok 884-ig húzódtak el.
Aribo hatalmának ereje ezután már csak azon múlott, hogy meg tudja-e szerezni a császári trónt Arnulf elől Kövér Károly 887-es halála után. A hatalmi harcból végül Párizsi Odo került ki győztesen, aki hatalmába kerítette az egész egykori Frank Birodalmat. Kettőjük küzdelmében azonban mégis Arnulf kerekedett felül, ugyanis 896-ban neki sikerült megszerezni a német trónt.
| Előd: II. Vilmos és I. Engelschalk | Aribo osztrák őrgróf (kb. 850–909) | Utód: Burkhard |

1. ↑  Német Nemzeti Könyvtár: Integrált katalógustár (Németország) (német nyelven). Integrált katalógustár (Németország) . (Hozzáférés: 2015. október 15.)